# Tórtora terrestre becgroga
La tórtora terrestre becgroga (Columbina cruziana) és una espècie d'ocell de la família dels colúmbids (Columbidae) considerada monotípica.

## Hàbitat i distribució
Habita zones àrides, terres de conreu i poblacions d'Amèrica del Sud a l'oest dels Andes, des de l'oest de l'Equador, cap al sud, a través del Perú, fins al nord de Xile.

## Descripció
- Tórtora mitjana, amb una llargària de 15 cm, essent el mascle una mica major que la femella.
- Cap d'un gris blavós i parts superiors gris brunenc.
- Coberteres majors grises amb taques negres i a les coberteres menors una banda castanya.
- Cua negrenca amb les plomes centrals grises.
- Bec amb zona basal groga i distal negra. Potes rosa.